# Sybilla Małgorzata
Sybilla Małgorzata (ur. 20 czerwca 1620, zm. 26 marca 1657 w Gdańsku) – księżniczka legnicka, córka piastowskiego księcia Jana Chrystiana i jego pierwszej małżonki Doroty Sybilli.

## Życiorys
Imiona Sybilli Małgorzaty nawiązują do drugiego imienia matki księżniczki oraz imienia siostry jej matki. 23 sierpnia 1637, Sybilla Małgorzata została żoną wojewody pomorskiego Gerarda Denhoffa.
Wspierała śląskich emigrantów w Prusach.
Z małżeństwa Sybilli i Gerarda pochodziło kilkoro dzieci. Księżniczka zmarła 26 marca 1657 w Gdańsku i została pochowana w tamtejszym kościele Mariackim w Gdańsku.

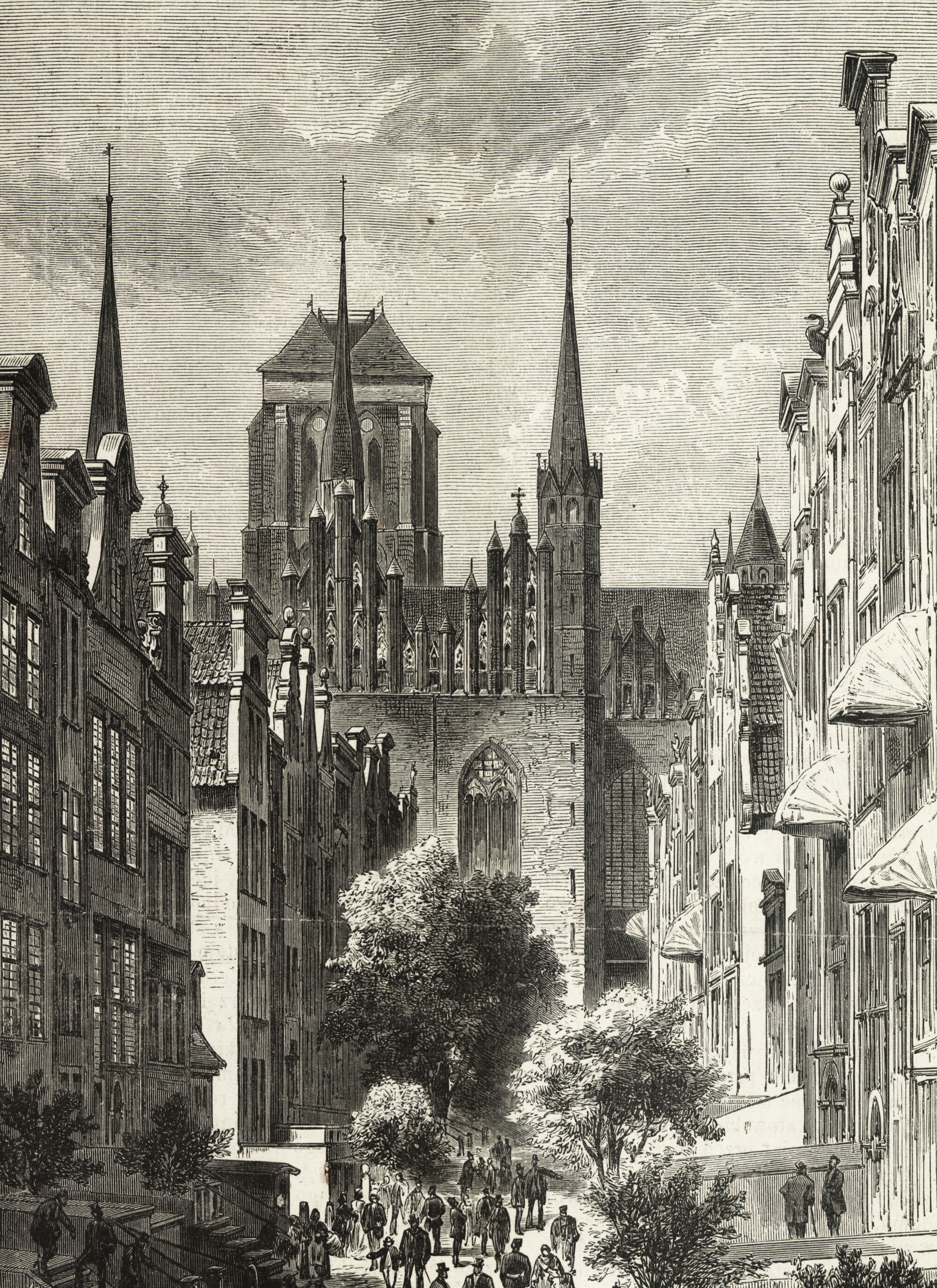
Kościół Mariacki w Gdańsku
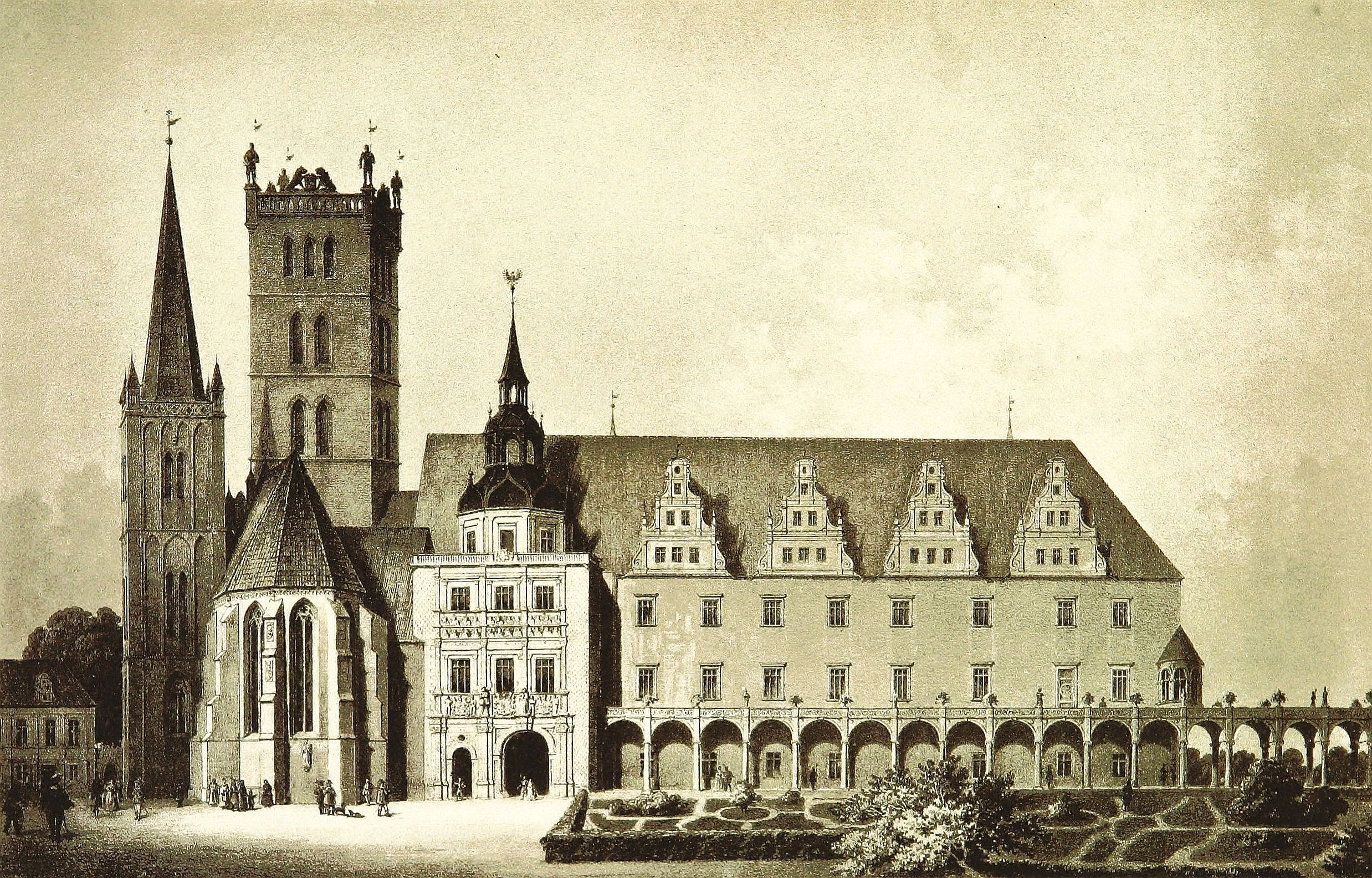
Zamek w Brzegu, miejsce narodzin
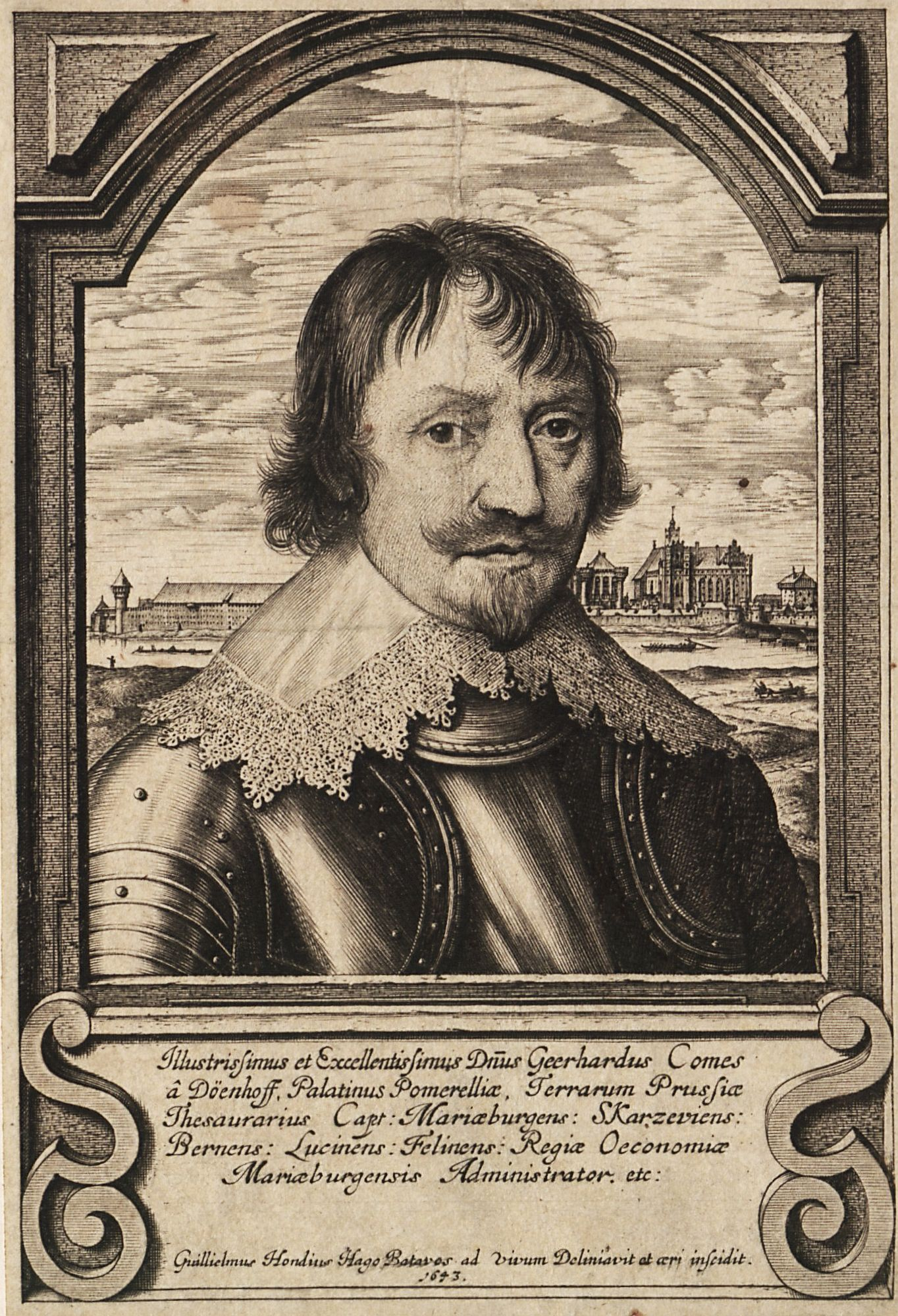
Gerard Denhoff - mąż Sybilli

## Genealogia
| Joachim Fryderyk Piastowicz ur. 29 IX 1550 zm. 25 III 1602 | Joachim Fryderyk Piastowicz ur. 29 IX 1550 zm. 25 III 1602 |                                                           |                                                           | Anna Maria Askańska ur. 13 VI 1561 zm. 11 XI 1605 | Anna Maria Askańska ur. 13 VI 1561 zm. 11 XI 1605 |  |  | Jan Jerzy Hohenzollern ur. 11 IX 1525 zm. 8 I 1598 | Jan Jerzy Hohenzollern ur. 11 IX 1525 zm. 8 I 1598 |                                                         |                                                         | Elżbieta von Anhalt-Zerbst ur. 1563 zm. 1607 | Elżbieta von Anhalt-Zerbst ur. 1563 zm. 1607 |
|                                                            |                                                            |                                                           |                                                           |                                                   |                                                   |  |  |                                                    |                                                    |                                                         |                                                         |                                              |                                              |
|                                                            |                                                            |                                                           |                                                           |                                                   |                                                   |  |  |                                                    |                                                    |                                                         |                                                         |                                              |                                              |
|                                                            |                                                            | Jan Chrystian Piastowicz ur. 28 VIII 1591 zm. 25 XII 1639 | Jan Chrystian Piastowicz ur. 28 VIII 1591 zm. 25 XII 1639 |                                                   |                                                   |  |  |                                                    |                                                    | Dorota Sybilla Hohenzollern ur. 9 X 1590 zm. 9 III 1625 | Dorota Sybilla Hohenzollern ur. 9 X 1590 zm. 9 III 1625 |                                              |                                              |
|                                                            |                                                            |                                                           |                                                           |                                                   |                                                   |  |  |                                                    |                                                    |                                                         |                                                         |                                              |                                              |
|                                                            |                                                            |                                                           |                                                           |                                                   |                                                   |  |  |                                                    |                                                    |                                                         |                                                         |                                              |                                              |
|                                                            |                                                            |                                                           |                                                           |                                                   |                                                   |  |  |                                                    |                                                    |                                                         |                                                         |                                              |                                              |

|  |  | Gerard Denhoff ur. 1589 zm. 23 XII 1648 OO 23 VIII 1637 | Gerard Denhoff ur. 1589 zm. 23 XII 1648 OO 23 VIII 1637 | Sybilla Małgorzata Piastówna ur. 20 VI 1620 zm. 26 III 1657 | Sybilla Małgorzata Piastówna ur. 20 VI 1620 zm. 26 III 1657 |  |  |  |  |
|  |  |                                                         |                                                         |                                                             |                                                             |  |  |  |  |
|  |  |                                                         |                                                         |                                                             |                                                             |  |  |  |  |